# Лин, Павел Григорьевич
Павел Григорьевич Лин (19 апреля 1898, Измаил, Бессарабская губерния — 22 октября 1958, Москва) — советский писатель-очеркист, драматург и сценарист, член Союза писателей СССР (1935).

## Биография
Родился 19 апреля 1898 года в Измаиле. В 1917 году поступил в Петроградский политехнический институт, который окончил в 1918 году. Литературным творчеством начал заниматься с начала 1920-х годов, чуть позже начал писать сценарии к кинофильмам.
Скончался 22 октября 1958 года.

## Фильмография

### Сценарист
- 1932 — Изящная жизнь
- 1934 — Флаг стадиона

## Публикации
- Завоевание Арктики (Карская экспедиция 1929 г.). М.—Л.: Огиз — Государственное учебно-педагогическое издательство, 1931. — 56 с.
- Туз: Рассказы. Л.: Издательство писателей в Ленинграде, 1932. — 134 с.
- Слово и пуля: Новеллы. Ашхабад: ТуркменОГИЗ, 1942. — 76 с.